# Caesalpinia caudata
Caesalpinia caudata är en ärtväxtart som först beskrevs av Asa Gray, och fick sitt nu gällande namn av Elmon McLean Fisher. Caesalpinia caudata ingår i släktet Caesalpinia och familjen ärtväxter. Inga underarter finns listade i Catalogue of Life.